# Miasto (tygodnik nowosądecki)
Miasto – nowosądecki bezpłatny tygodnik ukazujący się od 9 września 2006 r. Tytuł wydawany przez „4P sp. z o.o.”. Tygodnik dostępny jest w większości miejscowości powiatu nowosądeckiego jako bezpłatna gazeta drukowana w nakładzie 15 tys. egzemplarzy.
„Miasto tygodnik nowosądecki” ukazuje się od 9 września 2006 roku. Początkowo tygodnik był kolportowany bezpośrednio do domów i mieszkań na terenie Nowego Sącza jako gazeta bezpłatna w nakładzie 25 tys. egzemplarzy. W 2007 zmieniono sposób jej rozprowadzania – rozszerzając jej zasięg na powiat nowosądecki oraz zwiększając nakład do 30 tys. Obecnie tygodnik dostępny jest w większości miejscowości powiatu nowosądeckiego – w dalszym ciągu jako bezpłatna gazeta drukowana w nakładzie 25 tys. egzemplarzy. Od czwartku do soboty gazeta jest zostawiana m.in. w urzędach, centrach handlowych, sklepach spożywczych, kinach, uczelniach, kawiarniach, restauracjach, przychodniach itp.

## Zasięg terytorialny gazety
„Miasto tygodnik nowosądecki” ukazuje się w województwie małopolskim w wydaniu lokalnym, które swoim zasięgiem obejmuje prawie cały powiat nowosądecki: Nowy Sącz, Grybów, Krynica-Zdrój, Muszyna, Piwniczna-Zdrój, Stary Sącz, Chełmiec, Kamionka Wielka, Korzenna, Łososina Dolna, Nawojowa, Podegrodzie, Rytro.